# Harald Trondsson
Harald Trondsson (c. 740 - 800) fue un caudillo vikingo, jarl de Namdalen (Namdalsjarl), y posiblemente de Hålogaland (Håløygeland), pero sin certeza histórica.  Era hijo de Trond Haraldsson el Viejo. Fue el primero que unió el territorio de Namdalen bajo una sola fuerza de defensa en el norte. Las pocas referencias que se dispone sobre su vida, inducen a pensar que se casó con la hija de un rey o hersir de Nordmøre, Signy Sigardsdatter (n. 744), hija de Sigard Grjötgardsson (n. 716). Fruto de esa relación nacieron tres hijos: 
- Rollaug Haraldsson (n. 765);
- Herlaug Haraldsson;
- Trond Haraldsson (n. 770).

Se supone que por ese matrimonio Harald recibió como dote una hacienda en Solvi (Selven) en Agdenes; uno de sus descendientes Grjotgard Herlaugsson usó la hacienda como hundred.